# Carabodes erectus
Carabodes erectus är en kvalsterart som beskrevs av Robert Gatlin Reeves 1992. Carabodes erectus ingår i släktet Carabodes och familjen Carabodidae. Inga underarter finns listade.